# Wittenhagen
Wittenhagen är en kommun och ort i Landkreis Vorpommern-Rügen i förbundslandet Mecklenburg-Vorpommern i Tyskland.
I kommunen finns orterna Abtshagen, Glashagen, Kakernehl, Windebrak och Wittenhagen.
Kommunen ingår i kommunalförbundet Amt Miltzow tillsammans med kommunerna Elmenhorst och Sundhagen.